# 马来西亚对外贸易发展局
马来西亚对外贸易发展局（官方缩写为MATRADE或外贸发展局）是负责马来西亚对外贸易的政府机构。该部门的主要作用是协助马来西亚出口商发展和扩大他们的出口市场。该机构于1993年3月根据1992年马来西亚对外贸易发展局法案成立，是马来西亚国际贸易及工业部（贸工部）下的法定机构和对外贸易促进机构。
外贸发展局同时是2007年1月开业的马来西亚对外贸易发展局会展中心（MECC）的所有者和运营商。丹斯里哈林莫哈末博士是现任外贸发展局主席，自2019年1月1日起任职。

## 概述
外贸发展局由贸工部管理，根据1992年外贸发展局法案于1993年3月成立，负责促进和执行马来西亚的贸易计划,并帮助马来西亚公司和企业在国际市场取得成功。

## 愿景和使命
- 将马来西亚定位为具有全球竞争力的贸易国
- 推广马来西亚企业走向世界